# جمعية كشافة ماكاو
جمعية كشافة ماكاو هي جمعية الكشافة الوطنية في ماكاو في الصين. وهي عضو في الإقليم الكشفي الآسيوي الباسيفيكي التابع للمنظمة العالمية للحركة الكشفية، ويتم حاليا دراسة انضمامها كعضو مستقل خلال المؤتمر الكشفي العالمي عام 2017.
الحركة الكشفية في ماكاو بدأت في عام 1911 بالتعاون مع القوات الكشفية الصينية والبرتغالية. بعد فترة وجيزة، بدأت كشافة الصين والبرتغال نشاطاتها في مختلف المدارس والمجتمعات المحلية. تأسست جمعية كشافة ماكاو في 12 ديسمبر عام 1983 وكان عدد أعضائها في ذلك الوقت 200 عضو.

## روابط خارجية
- الموقع الرسمي